# Ogrody Botaniczne Francji i Krajów Francuskojęzycznych
Jardins Botaniques de France et des Pays Francophones – stowarzyszenie 20 ogrodów botanicznych członkowskich i 9 wspierających. Powstało w 1968 w Genewie. Należy do BGCI.

## Ogrody członkowskie
- Jardin Botanique de Bordeaux
- Jardin Botanique de Nice

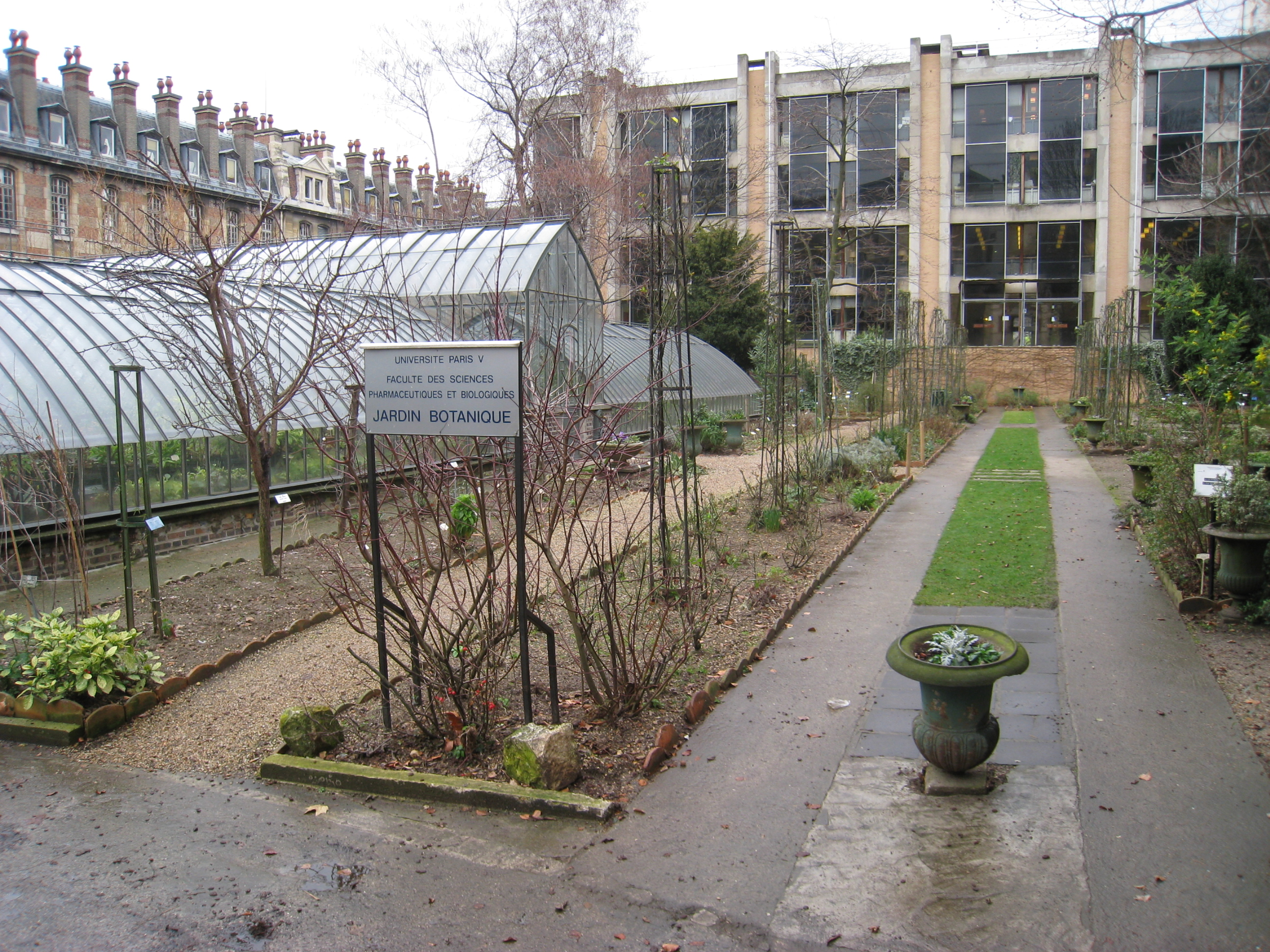
Jardin Botanique, Université Paris V

- Service des Cultures du Muséum national d’Histoire naturelle
  - (Jardin des Plantes de Paris)
- Jardin Botanique de Rennes
- Jardin Botanique de Lyon
- Jardin Botanique de Besançon
- Jardin Botanique de Caen
- Jardin Botanique de la Ville de Paris
- Jardin Botanique de Dijon
- Jardin Botanique Alpin du Lautaret
- Conservatoire et Jardin Botaniques de Genève
- Jardin Botanique de Tours
- Jardin Botanique Henry Gaussen à Toulouse
- Jardin Botanique de Limoges
- Jardin Botanique de Nantes
- Conservatoire et Jardin Botaniques de Nancy
- Parc Botanique d’Orsay (Parc de l’Université Paris XI)
- Jardin Botanique Yves Rocher à La Gacilly
- Jardin Botanique de Marnay-sur-Seine
- Centre botanique de La Presle à Nanteuil-la-Forêt

## Książki
- Guide des Jardins Botaniques de France et des Pays Francophones, ISBN 2-7011-2784-X